# Contea di Flinders
La contea di Flinders è una Local Government Area che si trova nel Queensland. Essa si estende su una superficie di 41.538,5 chilometri quadrati e ha una popolazione di 893 abitanti. La sede del consiglio si trova a Hughenden.